# 天才！志村動物園
《天才！志村動物園》（日语：天才!志村どうぶつ園），是日本電視台製作的一個動物綜藝節目，自2004年4月15日起開始播映。播映時間為毎週六晚19:00 - 19:56（JST），在日本電視台及其聯播網播出。节目主持志村健于2020年3月29日逝世，本节目于2020年9月26日播放最后一期后完结，并被相叶雅纪主持的新动物综艺《I Love大家的动物园》替代。

## 概要
節目由著名喜劇演員志村健擔任主持，是一個探索動物的文化綜藝節目。志村健逝世后，由共演的相叶雅纪担任主持，節目名稱在志村的遺願下不做更改。
節目的主要內容是讓一眾主持嘗試挑戰照顧各種不同類型的動物。除了一眾主持之外，每隔數月時間節目亦會有例如土屋安娜、DAIGO等等的音樂人定期出演。
最高收視率紀錄是2020年4月4日播映的志村健追悼放送，每戶平均收視率達27.3%，個人平均收視率達18.2%。其次為2011年11月19日播映的2小時特別篇，收視率達19.7%（Video Research調查）。
至節目開始至2007年3月，節目的播映時段一直是逢星期四日本時間晚上七時，但由2007年春季開始，節目調動到逢星期六日本時間晚上七時的時段播放。在節目調動播出日時後的首集，於關東地區亦立即錄得16.3%的高收視紀錄。在之後的時間，節目的收視亦經常排名同時段第一。
隨著放送日期調動至逢星期六，屬於日本電視台聯播網的大分電視台亦開始能同時聯播本節目。
節目一般亦提供字幕播映，有時亦會有實時提供字幕的服務（特別是播映特別篇的時候）。
由2010年4月17日播出的一集開始，節目畫面由地面模擬廣播的4:3畫面改為以帶有黑邊的16:9畫面作出廣播。
節目亦經常於日本PTA全國協議會所調查的「想給子女看的節目」名單中榜上有名。

## 出演者

### 主持
- 園長：志村健
2020年4月4日後以「永久欠番」顯示。
- 秘書：山瀨麻美
- 管理員：相葉雅紀（嵐）
當初只是節目的普通成員，但是相葉在「有著特殊原因的動物園修行」單元中親力親為的外景拍攝累積了極高的人氣，最終獲昇格為主持。

### 志村動物園家族（常規成員）
- Taka and Toshi（2007年10月 - ）
- DAIGO（BREAKERZ）（不定期）
- 針千本（不定期）

VTR出演
- 坂上忍（不定期）
- 石塚英彦
- 水卜麻美（日本電視台廣播員）

### 過去的常規成員
- Monkikki
- 坂下千里子
- MEGUMI
- DRUNK DRAGON （鈴木拓、塚地武雅）（2005年10月 - 2007年9月）
- 山口智充 （DonDokoDon）（2005年10月 - 不明）
- Ayaka Wilson
- 青木沙也加 （2005年10月 - 2012年3月）
- Becky

## 播出時間
- 2004年4月15日 - 2007年3月29日 ： 星期四 19:00 - 19:58 （日本時間）
- 2007年4月14日 - 2008年9月20日 ： 星期六 19:00 - 19:57 （日本時間）
- 2008年10月18日 - 2020年9月26日 ： 星期六 19:00 - 19:56 （日本時間）

## 播映頻道
| 廣播地區            | 播映頻道                                     | 系列                                               | 播映日・播映時間   |
| ------------------- | -------------------------------------------- | -------------------------------------------------- | ------------------ |
| 關東廣域圈          | 日本電視台（NTV） 《天才！志村動物園》製作局 | 日本電視台系列                                     | 週六 19:00〜19:56  |
| 北海道              | 札幌電視台（STV）                            | 日本電視台系列                                     | 週六 19:00〜19:56  |
| 青森縣              | 青森放送（RAB）                              | 日本電視台系列                                     | 週六 19:00〜19:56  |
| 岩手縣              | 岩手電視台（TVI）                            | 日本電視台系列                                     | 週六 19:00〜19:56  |
| 宮城縣              | 宮城電視台（MMT）                            | 日本電視台系列                                     | 週六 19:00〜19:56  |
| 秋田縣              | 秋田放送（ABS）                              | 日本電視台系列                                     | 週六 19:00〜19:56  |
| 山形縣              | 山形放送（YBC）                              | 日本電視台系列                                     | 週六 19:00〜19:56  |
| 福島縣              | 福島中央電視台（FCT）                        | 日本電視台系列                                     | 週六 19:00〜19:56  |
| 山梨縣              | 山梨放送（YBS）                              | 日本電視台系列                                     | 週六 19:00〜19:56  |
| 新潟縣              | TV新潟放送網（TeNY）                         | 日本電視台系列                                     | 週六 19:00〜19:56  |
| 長野縣              | 信州電視台（TSB）                            | 日本電視台系列                                     | 週六 19:00〜19:56  |
| 静岡縣              | 静岡第一電視台（SDT）                        | 日本電視台系列                                     | 週六 19:00〜19:56  |
| 富山縣              | 北日本放送（KNB）                            | 日本電視台系列                                     | 週六 19:00〜19:56  |
| 石川縣              | 金澤電視台（KTK）                            | 日本電視台系列                                     | 週六 19:00〜19:56  |
| 福井縣              | 福井放送（FBC）                              | 日本電視台 / 朝日電視台系列                        | 週六 19:00〜19:56  |
| 中京廣域圈          | 中京電視台（CTV）                            | 日本電視台系列                                     | 週六 19:00〜19:56  |
| 近畿廣域圈          | 讀賣電視台（ytv）                            | 日本電視台系列                                     | 週六 19:00〜19:56  |
| 島根縣 鳥取縣       | 日本海電視台（NKT）                          | 日本電視台系列                                     | 週六 19:00〜19:56  |
| 廣島縣              | 廣島電視台（HTV）                            | 日本電視台系列                                     | 週六 19:00〜19:56  |
| 山口縣              | 山口放送（KRY）                              | 日本電視台系列                                     | 週六 19:00〜19:56  |
| 德島縣              | 四國放送（JRT）                              | 日本電視台系列                                     | 週六 19:00〜19:56  |
| 岡山縣 香川縣       | 西日本放送（RNC）                            | 日本電視台系列                                     | 週六 19:00〜19:56  |
| 愛媛縣              | 南海放送（RNB）                              | 日本電視台系列                                     | 週六 19:00〜19:56  |
| 高知縣              | 高知放送（RKC）                              | 日本電視台系列                                     | 週六 19:00〜19:56  |
| 福岡縣              | 福岡放送（FBS）                              | 日本電視台系列                                     | 週六 19:00〜19:56  |
| 長崎縣              | 長崎国際電視台（NIB）                        | 日本電視台系列                                     | 週六 19:00〜19:56  |
| 熊本縣              | 熊本縣民電視台（KKT）                        | 日本電視台系列                                     | 週六 19:00〜19:56  |
| 大分縣              | 大分電視台（TOS）                            | 富士電視台 / 日本電視台系列                        | 週六 19:00〜19:56  |
| 鹿兒島縣 沖繩縣北部 | 鹿兒島讀賣電視台（KYT）                      | 日本電視台系列                                     | 週六 19:00〜19:56  |
| 宮崎縣              | 宮崎電視台（UMK）                            | 富士電視台系列 ／ 日本電視台系列 ／ 朝日電視台系列 | 週六 13:00 - 14:00 |
| 沖繩縣              | 琉球放送（RBC）                              | TBS系列                                            | 週六 9:30 - 10:25  |

## 主要單元
- A-1格蘭披治

小崇小敏會介紹每期觀眾寄來的照片和動畫。
- 志村園長與遺棄犬Chibi的○○撫摸散歩（○○是每次散步的都市名稱。）
- 日本犬之里

以下其他單元將不定期播出。
- 相葉雅紀的能讓動物快樂多10倍的方法（masaki.com）

是讓相葉為「讓動物快樂起來」這個目標而奮鬥的單元。團隊將根據相葉構想的概念實行計劃，很多時候最初的計劃都是失敗，要到第二次更改計劃後才多數成功。
- 小崇小敏寵物店
- 相葉先生的移動動物園
- 能與動物對話的女子－海蒂[3]（每年播映數次）
- 蘆田愛菜的動物社會科實地考察

蘆田與美國短毛貓「Ricky」及美國鼯鼠一起進行社會科的實地考察。
- 針千本與嘉賓的超可愛動物寶寶探索
- 坂上道場
- 森林動物餐廳

### 已終結的單元
- 狗狗猩猩大冒險
- 主人（嘉賓）是誰人?
- 嵐・相葉的有著翻譯動物園修行
- 超可愛動物動畫集
- 讓我們在家中飼養不同的動物!
- Becky的可愛動物寶寶探索
- Becky與柴犬毛毛的三輪車之旅

Becky與同伴，天才柴犬毛毛一起踏三輪車走遍大街小巷，是為「動物友誼MAP!!」而創作的計劃。
- 阿笨系列
  - 阿笨、志村園長的社會科實地考察（於特別篇播映）
  - 阿笨的向森林出發!
  - 阿笨可以做得到嗎?
- 小崇小敏的動物自由研究

以「主人穿著與平常不同的服飾之下寵物能認出自己的主人嗎」為主題。
- 橫越日本列島路線巴士之旅→乘著巴士橫越日本!雜亂無章之旅

DAIGO帶著雌性日本獼猴「櫻」，打算從日本最北的宗谷岬，走到最南方沖繩為止的計劃。當2011年12月播出的一集到達島根縣，在DAIGO的外祖父，竹下登的實家停下的時候，因為「櫻」要進行猴戲的修行，結果由村崎太郎帶走了。
2012年1月21日播出的一集，新同伴雄性日本獼猴「出雲」正式登場。最終2013年8月3日播出的一集終於到達終點沖繩縣波照間島。

## 工作人員
- 制作協助：Creative 30、ZION、創輝
- 綜合導演：清水星人
- 製作著作：日本電視台

## 備註
1. ↑  . 金羊网. 2020-07-05  [2021-01-14]. （原始内容存档于2021-01-15）.
2. ↑  日本電視台系列唯一在沖繩縣沒有系列頻道，所以直至現在，本節目只能透過向TBS系列局的琉球放送賣出節目而令節目能在沖繩縣地區播放。
3. ↑  #バラエティ化する宗教107頁

## 外部連結
- 天才！志村動物園官方網頁 （页面存档备份，存于）（日語）
- 天才！志村動物園的Facebook專頁（日語）
- 天才！志村動物園的X（前Twitter）（日語）
- 天才！志村動物園的Instagram帳戶（日語）

## 節目的變遷
| 日本 日本電視台    | 日本 日本電視台                                     | 日本 日本電視台 |
| ------------------ | --------------------------------------------------- | --------------- |
|                    | 天才！志村動物園 （2004年4月15日 － 2020年9月26日） |                 |
| 通纳里的问题解决者 | I Love大家的动物园                                  |                 |

| 臺灣 緯來日本台 | 臺灣 緯來日本台 | 臺灣 緯來日本台 |
| --------------- | --------------- | --------------- |
|                 | 志村動物園      |                 |
| —               | —               |                 |